# 北朝鮮に拉致された日本人を救出するための全国協議会
北朝鮮に拉致された日本人を救出するための全国協議会（きたちょうせんにらちされたにほんじんをきゅうしゅつするためのぜんこくきょうぎかい、The National Association for the Rescue of Japanese Kidnapped by North Korea. 略称:NARKN）は、日本の市民団体。北朝鮮による日本人の拉致被害者を救出する目的で結成された。通称は「救う会（すくうかい）」。会長は西岡力。

## 概要

### 沿革
1997年（平成9年）1月21日、脱北した北朝鮮元工作員（安明進）の証言により、北朝鮮が国家として1977年当時中学生だった横田めぐみを拉致した事実が発覚、1997年段階で彼女が平壌で生きていることが明らかになり、家族は実名を公表して救出運動を行なうことを決断、同年3月、「家族会」（北朝鮮による拉致被害者家族連絡会）が結成された。その「家族会」を支援するために、各地で救出組織が生まれた。「救う会」は、北朝鮮に拉致されたすべての人々を救出するための日本国内の救出運動団体の総称である。
「救う会」は1998年（平成10年）4月より活動を開始した。法人格は取得しておらず、任意団体として活動している。大学教授などの有識者や朝鮮半島関連の研究者も参加している。また、与野党の国会議員で結成された「北朝鮮に拉致された日本人を早期に救出するために行動する議員連盟」（拉致議連）とも連携して活動を行っている。
初代会長であった佐藤勝巳は、「思想や立場の如何を問わず北朝鮮に拉致された日本人を救出することに同意する人なら誰でも参加できる」と述べている。
2008年（平成20年）7月3日、「体力の限界」を理由に佐藤勝巳が会長を退任し、名誉会長職就任の要請も断った。役員会議は、当面の人事案として、藤野義昭会長、西岡力会長代行という体制でいくことを決定した。
2010年（平成22年）3月28日、会長代行西岡力が「救う会」会長に選任された。
「救う会」では、政府認定の拉致被害者17人（久米裕、横田めぐみ、田口八重子、浜本富貴恵、地村保志、蓮池薫、奥土祐木子、市川修一、増元るみ子、曽我ひとみ、曽我ミヨシ、松木薫、石岡亨、有本恵子、原敕晁、田中実、松本京子）のほかに、寺越昭二、寺越外雄、寺越武志、小住健蔵、福留貴美子、加藤久美子、古川了子の7人を加えた24人を拉致認定している。また、北朝鮮による拉致被害者は100人にせまるものと想定している。

### 役員と組織
「救う会」役員：2021年（令和3年）4月現在
- 名誉会長 - 藤野義昭[1]
- 会長 - 西岡力[1]（同所・元主任研究員）
- 副会長 - 島田洋一[1]
- 事務局長 - 平田隆太郎[1]
- 役員・幹事計37名[1]

現在、34都道府県に、以下の36加盟組織を有する。北海道・青森・岩手・秋田・福島・群馬・埼玉・千葉・東京・神奈川・山梨・岐阜・新潟・柏崎・富山・石川・福井・愛知・三重・滋賀・京都・兵庫・奈良・鳥取・広島・山口・徳島・愛媛・高知・福岡・佐賀・長崎・熊本・大分・宮崎・青年の会。

### 「特定失踪者問題調査会」の設立
2002年（平成14年）9月の小泉純一郎首相の北朝鮮訪問、同年10月の日本国政府認定拉致被害者5名の帰国を受け、「救う会」に対し、失踪者のいる家族から、自身の家族の失踪と北朝鮮による拉致との関連を疑う問い合わせが、多く寄せられるようになった。とりわけ、それまで北朝鮮による拉致被害者として全く把握されていなかった行方不明者曽我ひとみ（失踪前は佐渡で看護師をしていた）の生存と帰国は、失踪者のいる家族に強い衝撃と微かな希望を与え、自身の家族もあるいは北朝鮮に拉致され、かの国で生きているのではないかという思いをいだかせることになった。
一方、「救う会」が失踪者のデータベース化を進める過程で、
- 1968年・1969年に男子高校生が相次いで失踪
- 1960年代から1990年代にかけて10年周期で若い女性の失踪が集中
- 女性の職業には看護師や電話関係の仕事をしている人が多い

などのきわだった傾向を示していることが確認できた。これにより、失踪者問題の深刻さと拉致問題とのかかわりがあらためて浮き彫りになったが、それだけに、失踪者を公表するだけして、あとは知らないという姿勢は許されないとして、「救う会」ではこうした家族や関係者から問い合わせのあった「北朝鮮による拉致の可能性を完全には排除できない失踪者」の調査を行うこととした。2002年12月30日、失踪者に関するこのような調査活動を「救う会」から分離し、翌年1月10日、「特定失踪者問題調査会」（代表：荒木和博、専務理事：真鍋貞樹）を正式に発足させた。

## 活動

### 重点項目

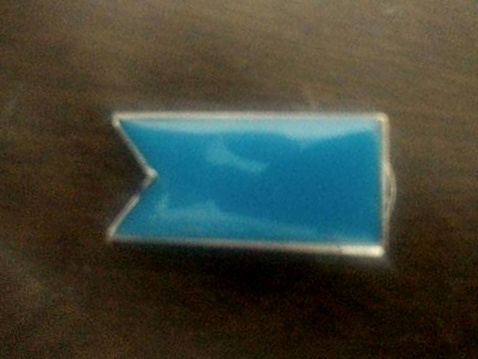
「救う会」が国民に対し、「あなたにもできること」として、着用を呼びかけているブルーリボンバッジ

「家族会」と「救う会」が2019年（平成31年）2月17日に東京都の友愛会館で開いた全国幹事会（家族会・救う会合同会議）で採択した「今後の運動方針」の重点項目は、以下の4点である。
1. ブルーリボンの普及
2. アニメ「めぐみ」の学校上映の拡大
3. 被害者一人ひとりに思いを寄せる活動
4. 「平成14年の北朝鮮の主張の問題点」に関する学習と啓発

3､については、具体的には、
- パンフレット「熊本の拉致被害者　松木薫さん」（熊本県）
- マンガ「県内版拉致問題啓発小冊子」（鳥取県）
- コミック「母が拉致された時僕はまだ1歳だった―北朝鮮拉致ドキュメンタリーコミック」（双葉文庫）

の頒布や紹介であり、また、被害者の「思い出パネル」を作成し、各地で展示もおこなっている。

### 運動方針

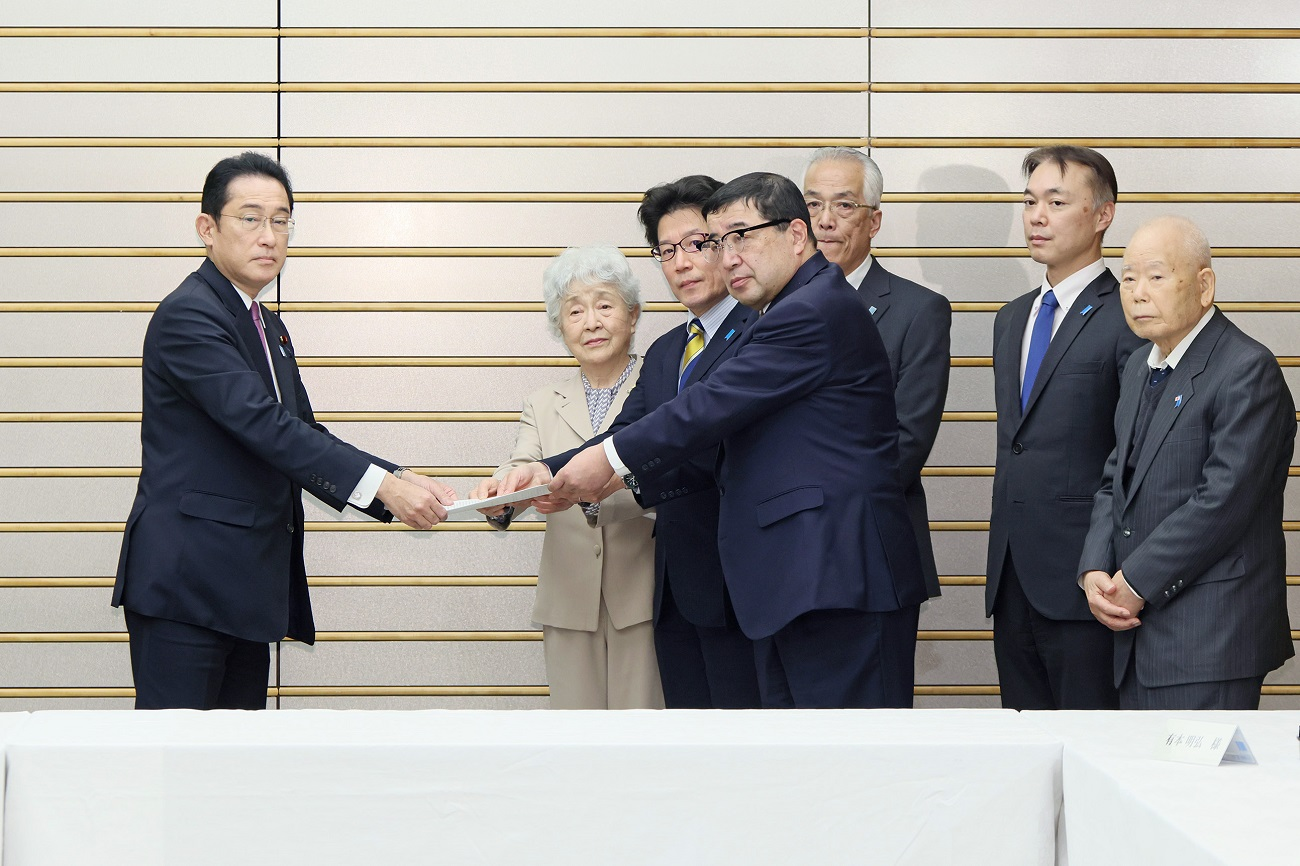
家族会と共に、総理の岸田文雄と面会し、運動方針を渡した。（2022年3月）

2019年2月の全国幹事会（家族会・救う会合同会議）で採択された運動方針は以下のようなものであった。
(1) 日本政府および世論への訴え
- 政府に救出のための戦略、戦術、道筋を具体的に明示するよう強く求める。
- 大集会、小規模集会、学習会、街頭活動、署名活動、デモ、座り込みなどあらゆる手段を使って、全力で政府と世論への働きかけを行う。
- 国民大集会を、家族会・救う会・拉致議連、知事の会（北朝鮮による拉致被害者を救出する知事の会）、地方議連（拉致問題地方議会全国協議会）の5団体主催で開催する。
- 署名活動を継続する[注釈 4]。
- 各党拉致対策本部、知事の会、地方議員連盟などと連携を強め、オールジャパンの世論形成を継続する。
- 地方議会が拉致問題で意見書採択を行うよう求める活動を継続する。
- ブルーリボン運動を拡大する。
- 根拠なく被害者死亡説を主張する国内の政治家、言論人、学者らを強く批判する。
- 国家犯罪である拉致問題と他の人道問題を同じに扱うことに強く反対し、拉致被害者救出の最優先を訴え続ける。
- 北朝鮮急変事態時などの緊急事態に備えて、救出プラン作成とそのための法的枠組み作りを求める。
- 米国をはじめとする各国政府が北朝鮮により強い圧力をかけるように、日本政府の一層の外交努力を求める。
- 拉致問題を理由とした追加制裁を求める運動を継続する。
- 金融制裁を可能にするいわゆる「日本版テロ国家指定制度」の拡充強化を求める。
- 北朝鮮人権法改正に向けて働きかけると同時に、新たに拉致問題が明記された人権教育・啓発基本計画等を効果的に活用しながら様々な取り組みを進めていく。
- アニメ、DVD、国連の北朝鮮人権報告書等を活用し、学校現場等で拉致問題をより多く取り上げるように働きかける。
- 朝鮮総連の活動を厳しく取り締まることができる新法制定を求める[注釈 5]。
- 朝鮮学校に対する自治体補助に対して、拉致に関する教育内容の観点などから反対する。各自治体への運動を継続強化する。朝鮮大学校の各種学校認可取り消しを求める運動を行う。
- 朝鮮総連の違法行為をより厳しく取り締まることを求める。総連中央が競売された中央会館に居座る問題（朝鮮総連本部ビル売却問題）について、その不明朗さを追及する。拉致問題解決に取り組まない朝鮮総連の資金集め活動などへの抗議を行う。総連系歌劇団公演に地方自治体が後援をすることに反対する。
- よど号グループ関係者への旅券返納命令のほか、日本人拉致に直接的間接的に関与した者に対する法的措置の早期実現を求めていく。

(2) 国際連携の強化
- 米国政府へ拉致問題の深刻さと被害者救出への協力を求める働きかけを行う。金融制裁強化を求めていく。引き続き、米議会内外の保守派との連携を強めていく。米国政府に対し、歴代米国政権が北朝鮮に騙され続けてきたことを踏まえ、宥和的でない外交を展開するように働きかける。
- 北朝鮮における人権状況に関する国連調査委員会の報告書を最大限活用し、諸外国の家族とも協力し、拉致の非人道的実態を国際社会に広める。報告書を根拠とし、国連安全保障理事会が新たに北朝鮮に対してかける制裁の理由に拉致を含む人権問題を加えさせるよう働きかける。政府にもその外交努力を促す。政府に、安保理事会を通さず独自で国際刑事裁判所に拉致の責任者を訴追することについて積極的な検討を求める。
- 韓国、タイ王国、ルーマニア、米国等の家族との連携を継続する。フランスをはじめとし、まだ家族が名乗り出ていない外国人拉致事件についても調査、啓発を続け国際連携の輪を広げる。
- 各国政府や国連への訴えを続ける。中華人民共和国が自国の拉致被害者救出に取り組まざるを得ないように圧力をかける。

(3) 北朝鮮内部への働きかけと情報収集活動
- ラジオ放送と風船ビラ等を通じた北朝鮮内部への働きかけの強化。自由北朝鮮放送などの対北ラジオ放送支援を継続。
- 北朝鮮の内部情報収集を強化。
- 政権の先行きに不安を覚える金正恩政権幹部らが情報の切り売りを始めている。「救う会」はこの間、被害者の確実な生存情報をいくつか入手している。したがって、再度「死亡・未入境」などという虚偽報告が出たら、すぐそれに反論する。

(4) 政府未認定拉致被害者についての取り組みなど
- 寺越事件の3人（寺越昭二・寺越外雄・寺越武志）、福留貴美子など「救う会」認定拉致被害者に関して、真相究明と政府認定を求める運動を強化する。また、寺越事件や福留貴美子拉致事件はじめ政府未認定の拉致事件が日朝協議の中で、取り残されることがないように政府に「認定の有無にかかわらず全被害者の救出」の実現を求める。
- 「調査会」など関連団体との情報交換、連携を強めつつ政府未認定被害者の救出のための運動に取り組む。
- 特定失踪者をはじめとする政府未認定被害者について、一刻も早い真相究明とその結果に基づく拉致認定を政府に対して求めていく。警察などの捜査が一層強化されるように要請する。
- 特定失踪者問題調査会をはじめ拉致問題に取り組む諸組織や、北朝鮮人権問題に取り組む内外運動体と、お互いの立場の違いを尊重し合いながら、適宜、被害者救出に向けて協力していく。

## 問題点
右翼の活動家、時には暴力団員や新宗教団体関係者などが活動に参加するケースもある。国民運動団体を目指して活動する為、特に運動を始めた初期からの会員は元共産党員などの転向者が多いことと、右翼団体の構成員が同居しており、これが原因で内部分裂に陥った地方組織も存在する。元会長佐藤勝己によれば、西岡力（現会長）、島田洋一（副会長。福井県立大学教授）、増元照明らがカンパ費で飲食しており、「救う会」「家族会」で問題になっている。元会長佐藤勝巳は2008年6月16日に電子メールで平田隆太郎事務局長に、西岡力が外国に行くとき、「ビジネスを使っていると活動家から聞いたが本当か」と問い合わせたがその返事はいまだに来ていない。元会長佐藤勝巳の会長解任劇はその2週間後に起きた。家族会の増元が「救う会」の、平田隆太郎は家族会の会計監査であり、両名が意を通じれば、会長が知らない間に国内はグリーン車、航空機はビジネスクラスを使用（国会議員から偶然聞いた）できる仕組みになっていた。
元会長佐藤勝巳によれば、「救う会」の中で三重、奈良、島根、徳島、秋田が反主流に属する。反主流勢力と西岡力（現会長。東京基督教大学教授）、増元照明が連合して佐藤排除に動いた。佐藤を排除しなければ、彼らが「救う会」というブランドを使用できなくなる。また「救う会」は、主流・反主流とも家族会の人気に依存し、運動を進めている集団である。
元会長佐藤勝巳によれば、西岡力現会長は平田隆太郎事務局長とともに、横田滋元「家族会」代表、増元照明事務局長に身を寄せ、組織内部で佐藤勝巳の意見を抑えてきた。
元会長佐藤勝巳によれば、横田滋はNGOレインボーブリッヂの小坂浩彰としばしば飲食をし、運動の内部情報を小坂を通じて北に流している。佐藤は激怒し、横田滋を家族会代表から更迭すべきと主張したが、西岡力現会長と平田隆太郎事務局長は「そんなことはできない」と頑強に反対した。佐藤勝巳は西岡力現会長と平田隆太郎事務局長が横田滋を辞めさせられないから、北に甘く見られるのは当然だと述べている。
元北朝鮮工作員安明進は、自分がマスコミに出る際のギャラはほとんど救う会が受け取っていたこと、救う会側に頼まれて白紙の領収書にサインしたことも何度もあったと述べている。救う会はこれを全面否定している。
佐藤勝巳元会長と西岡力現会長は、ある篤志家から佐藤勝巳に渡った1000万円の使途をめぐる疑惑発覚当時、情報収集のために使ったと主張していた。そのうち970万円は北朝鮮元工作員安明進に渡ったと説明し、領収書も明らかにしていた。しかし、週刊新潮2006年10月12日記事「『救う会』を特捜部に告発する『告発テープ』」によれば、安明進は次のように述べている。「1000万円は間違い。1000万円というのはウソです」。領収書について、安明進は次のように述べている。「内容もわからないものにサインするのは絶対に嫌だと言ったが、結局、金額も何も記していない紙にサインをして渡してしまった。西岡さんは"このことは言わないほうがいい"と言っていた」。「救う会」はこの記事を全面否定している。
同会のホームページには、平成14年から24年までの「決算報告」が掲載されているが、勘定科目の中にいくつかの支出が合算されて計上されており、それぞれがいくらなのか不明である。例えば、平成24年決算報告には「国際活動費」が969万8360円と出ている。備考欄を見るとこれは「外国派遣・招聘」「通訳・翻訳費」「情報収集費」から成るようだが、それぞれがいくらなのかわからない。「外国派遣」「情報収集」とは何を意味するのか不明である。
平成19、20年「決算報告」には「雑支出」としてそれぞれ106万3100円、212万2772円と記載されているが、「雑支出」の意味が記載されていないので中身は不明である。「雑支出」という項目の備考が、再び「雑支出」となっている。「備品費」「消耗品費」「手数料」「旅費交通費」「通信発送費」「印刷費」「手数料」という勘定科目は別に記載されているので、これらに相当しない雑な支出をしたことになる。平成14年「決算報告」では「雑支出」は備考欄で「振込手数料」と記載されていた。平成15年「決算報告」では「手数料」という勘定科目が新設され、そこに「振込手数料」が入っている。平成15年「決算報告」以降、平成20年「決算報告」まで「雑支出」という勘定科目の備考欄は「雑支出」と記載されているだけなので、中身は不明である。平成21年の「雑支出」の備考欄には「弁護士費用」「慶弔費」「雑支出」とある。平成22、23年「決算報告」の「雑支出」の備考欄は「慶弔費等」になっている。
同会の規約がホームページには掲載されていないので、カンパやバッジ販売で得た資金を誰がどのような権限で、どんな支出基準により配分しているのか不明である。メールニュースには米国や韓国を同会の取り組みとして訪問した役員名が明記されているが、誰がどんな権限と基準で「海外派遣」や「情報収集」を決定しているのか不明である。
「情報収集」の結果、どんな情報が得られているのかについて、ホームページやメールニュースには説明はない。メールニュースによれば、同会は拉致された可能性のある人物の写真を入手しているようだが、それが「決算報告」に記載されている「情報収集」の結果なのかどうかは不明である。「情報収集」という語の定義が「決算報告」にはない。
支出に関する規定が同会に存在するかどうか、不明である。支出規定が存在しなければ、ある支出が適正になされているかどうか判断できないから、通常の企業や法人で行われている「会計監査」は困難である。財務諸表が作成されていないなら、「会計監査」は成立しない。
佐藤勝巳がなぜ会長を解任されたのかについて、同会からの説明はない。会長など役員の解任規定が存在するのかどうか不明である。
同会に対しカンパの使途や資金配分決定権限の所在の情報開示を要求する制度については、ホームページには掲載されていない。
同会はメールニュースで平成11、12、13年の「決算報告」を配信していた。平成15年末には貸借対照表をメールニュースで配信していた。現在のホームページの「決算報告」の欄でこれらが掲載されていない理由は不明である。貸借対照表はその後発表されていない。平成14年末には財産目録をメールニュースで配信していた。財産目録はその後発表されていない。
平成14年「決算報告」まではカンパの口数が記載されていた。その後の「決算報告」ではカンパの口数は記載されなくなったが、理由は不明である。
平成15年「決算報告」以後、「国際活動」の中に「情報収集」という項目が入るようになった。それまでの「決算報告」にはこの記述はない。平成14年までの「決算報告」とそれ以後の「決算報告」は、勘定科目の内容が多少異なっているようだが、言葉の定義がどこにもないので詳細は不明である。

## 不祥事
- J-Castニュースの報道によれば、同会、ならびに日本会議の山口長門支部長である男性が、アグネス・チャンへの中傷を行ったことが、プロバイダーの開示によって発覚し、謝罪に追い込まれた[18]。